# Barry Coe
Barry S. Coe, született Barry Clark Heacock (Santa Monica, Kalifornia, 1934. november 26. – Palm Desert, Kalifornia, 2019. július 16.) Golden Globe-díjas amerikai színész.

## Filmjei
- Bambuszház (House of Bamboo) (1955)
- How to Be Very, Very Popular (1955)
- On the Threshold of Space (1956)
- D-Day the Sixth of June (1956)
- Love Me Tender (1956)
- Peyton Place (1957)
- Thundering Jets (1958)
- Hajtóvadászat (The Bravados) (1958)
- A Private's Affair (1959)
- But Not for Me (1959)
- Fél lábbal a pokolban (One Foot in Hell) (1960)
- The Wizard of Baghdad (1960)
- Follow the Sun (1961–1962, tv-sorozat, 30 epizódban)
- A háromszáz spártai (The 300 Spartans) (1962)
- A Letter to Nancy (1965)
- The Cat (1966)
- Fantasztikus utazás (Fantastic Voyage) (1966)
- The Seven Minutes (1971)
- One Minute Before Death (1972)
- Doctor Death: Seeker of Souls (1973)
- El hombre desnudo (1976)
- MacArthur (1977)
- A cápa 2. (Jaws 2) (1978)